# Алберто Томба
Алберто Томба (итал. Alberto Tomba; Болоња, 19. децембар 1966) је бивши италијански алпски скијаш. Доминирао је у техничким дисциплинама крајем 1980-их и 1990-их. Освојио је три златне медаље на Олимпијским играма, два пута је био светски првак, једном победник у укупном поретку Светског купа, и по четири пута је освајао мале кристалне глобусе у слалому и велеслалому. Током каријере стекао је надимак Томба ла Бомба.

## Биографија

### Детињство
Алберто Томба је рођен у Болоњи а одрастао је у селу Кастел де Брити у општини Сан Лацаро ди Савена. Крај у коме је одрастао није имао традицију алпског скијања али су се у близини налазила скијалишта у Монте Чимону и Корно але Скале. Као дечак бавио се тенисом, фудбалом и вожњом крос мотора, да би се касније ипак одлучио за алпско скијање.

### Почетак каријере
Освојио је четврто место на Јуниорском првенству света 1981. и на тај начин је ушао у Б тим Италије. Те године је на егзибиционом такмичењу у паралелном слалому на стадиону Сан Сиро у Милану остварио неочекивану победу над својим колегама из А тима. После три победе у Европа купу, деветнаестогодишњи Томба дебитовао је 1985. у Светском купу у Мадони ди Кампиљо. Два месеца касније задивио је свет освојивши шесто место у Ореу у Шведској, иако је имао стартни број 62. Међу првих троје пласирао се следеће сезоне у Алта Бадији, у децембру 1986. На Светском првенству у Кран Монтани 1987. освојио је бронзану медаљу у велеслалому.

### Слава и олимпијско злато
Прву победу у Светском купу је остварио 27. новембра 1987. у слалому у Сестријереу. Два дана касније победио је у велеслалому, надмашивши свог идола Ингемара Стенмарка.
Те сезоне је победио у девет трка и освојио је мале кристалне глобусе у слалому и велеслалому, док је у укупном поретку био други иза Пирмина Цурбригена. Током ове и наредне сезоне Томба се такмичио и у супервелеслалому а најбољи пласман му је четврто место.
На Зимским олимпијским играма 1988. у Калгарију, Томба је освојио злато у слалому и велеслалому. Прву вожњу велеслалома је завршио са 1,14 секунди испред другопласираног.
Током наредне две сезоне није имао много успеха, победивши у само четири трке Светског купа. На Светском првенству 1989. у Вејлу био је шести у супервелеслалому и седми у велеслалому.
У сезони 1990/91. Томба поново осваја титулу у велеслалому, док је у слалому био четврти на крају сезоне. На Светском првенству 1991. у Салбах-Хинтерглему био је четврти у слалому, док је у велеслалому пао у другој вожњи иако је после прве вожње био најбржи.
Томбина каријера поново достиже врхунац у сезони 1991/92. када је забележио девет победа а петнаест пута је био међу првих троје. Те сезоне поново осваја мале кристалне глобусе у слалому и велеслалому али му поново измиче титула укупног поретка коју осваја Паул Акола, захваљујући бољим резултатима на финалу Светског купа у Кран Монтани.
На Зимским олимпијским играма 1992. у Албервилу, Томба је освојио своју последњу златну медаљу на Олимпијским играма. На такмичењу велеслалома у Вал д'Изеру био је најбржи а освојио је и сребро у слалому. На тај начин је постао први скијаш који је успео да одбрани титулу на Зимским олимпијским играма.
На Светском првенству 1993. у Мориоки у Јапану, није био успешан. Скијао је велеслалом са температуром, док је у слалому направио велику грешку и тако остао без иједне медаље. Током те сезоне остварио је само једну победу у Светском купу.

### Укупни победник Светског купа
На Зимским олимпијским играма 1994. у Лилехамеру освојио је сребро у слалому, иза Томаса Штангасингера.
Од децембра 1994. до марта 1995. остварио је 11 победа у техничким дисциплинама, укључујући и седам узастопних победа у слалому. На тај начин је постао први Италијан после 1975. и Густава Тенија, који је освојио велики кристални глобус.
На Светском првенству 1996. у Сијера Невади, Томба је коначно освојио медаље које су му недостајале. Био је најбољи у слалому и велеслалому а занимљиво је то да је после прве вожње велеслалома заостајао за водећим 0,81 секунду.
После овог светског првенства Томба је полако почео да се припрема за крај каријере. Решио је да се такмичи на Светском првенству 1997. у његовом Сестријереу, међутим није имао успеха. Дисквалификован је у велеслалому а после катастрофалне прве вожње слалома успео је да са много бољом другом вожњом стигне до сребра. Након тога је одлучио да се такмичи још једне сезоне.
Резултати које је остварио на Олимпијским играма у Нагану су били поражавајући. По први пут није освојио олимпијску медаљу у велеслалому, задобио је болну повреду и није могао да се такмичи у другој вожњи слалома.
Алберто Томба је престао да се такмичи у Светском купу са окончањем сезоне 1997/98. али на спектакуларан начин. На финалу Светског купа у Кран Монтани у последњој трци сезоне остварио је своју јубиларну педесету победу. Тако је постао једини скијаш који је успео да оствари барем једну победу током 11 узастопних сезона.

## Освојени кристални глобуси
| Сезона | Дисциплина |
| ------ | ---------- |
| 1988.  | Велеслалом |
| 1988.  | Слалом     |
| 1991.  | Велеслалом |
| 1992.  | Велеслалом |
| 1992.  | Слалом     |
| 1994.  | Слалом     |
| 1995.  | Укупно     |
| 1995.  | Велеслалом |
| 1995.  | Слалом     |

## Победе у Светском купу
| Сезона | Датум              | Место                        | Трка       |
| ------ | ------------------ | ---------------------------- | ---------- |
| 1988.  | 27. новембар 1987. | Сестријере, Италија          | Слалом     |
| 1988.  | 29. новембар 1987. | Велеслалом                   |            |
| 1988.  | 13. децембар 1987. | Алта Бадија, Италија         | Велеслалом |
| 1988.  | 16. децембар 1987. | Мадона ди Кампиљо, Италија   | Слалом     |
| 1988.  | 20. децембар 1987. | Крањска Гора, Југославија    | Слалом     |
| 1988.  | 17. јануар 1988.   | Бад Клајнкирхајм, Аустрија   | Слалом     |
| 1988.  | 19. јануар 1988.   | Зас Фе, Швајцарска           | Велеслалом |
| 1988.  | 19. март 1988.     | Оре, Шведска                 | Слалом     |
| 1988.  | 22. март 1988.     | Опдал, Норвешка              | Слалом     |
| 1989.  | 11. децембар 1988. | Мадона ди Кампиљо, Италија   | Слалом     |
| 1990.  | 29. новембар 1989. | Вотервил Вели, САД           | Слалом     |
| 1990.  | 8. март 1990.      | Јејло, Норвешка              | Слалом     |
| 1990.  | 12. март 1990.     | Селен, Шведска               | Слалом     |
| 1991.  | 11. децембар 1990. | Сестријере, Италија          | Слалом     |
| 1991.  | 16. децембар 1990. | Алта Бадија, Италија         | Велеслалом |
| 1991.  | 21. децембар 1990. | Крањска Гора, Југославија    | Велеслалом |
| 1991.  | 1. март 1991.      | Лилехамер, Норвешка          | Велеслалом |
| 1991.  | 9. март 1991.      | Аспен, САД                   | Велеслалом |
| 1991.  | 21. март 1991.     | Вотервил Вели, САД           | Велеслалом |
| 1992.  | 23. новембар 1991. | Парк Сити, САД               | Велеслалом |
| 1992.  | 24. новембар 1991. | Слалом                       |            |
| 1992.  | 10. децембар 1991. | Сестријере, Италија          | Слалом     |
| 1992.  | 15. децембар 1991. | Алта Бадија, Италија         | Велеслалом |
| 1992.  | 5. јануар 1992.    | Крањска Гора, Словенија      | Слалом     |
| 1992.  | 19. јануар 1992.   | Кицбил, Аустрија             | Слалом     |
| 1992.  | 26. јануар 1992.   | Венген, Швајцарска           | Слалом     |
| 1992.  | 20. март 1992.     | Кран Монтана, Швајцарска     | Велеслалом |
| 1992.  | 22. март 1992.     | Слалом                       |            |
| 1993.  | 9. јануар 1993.    | Гармиш-Партенкирхен, Немачка | Слалом     |
| 1994.  | 5. децембар 1993.  | Стоунем, Канада              | Слалом     |
| 1994.  | 14. децембар 1993. | Сестријере, Италија          | Слалом     |
| 1994.  | 30. јануар 1994.   | Шамони, Француска            | Слалом     |
| 1994.  | 6. фебруар 1994.   | Гармиш-Партенкирхен, Немачка | Слалом     |
| 1995.  | 4. децембар 1994.  | Тињ, Француска               | Слалом     |
| 1995.  | 12. децембар 1994. | Сестријере, Италија          | Слалом     |
| 1995.  | 20. децембар 1994. | Лех ам Арлберг, Аустрија     | Слалом     |
| 1995.  | 21. децембар 1994. | Слалом                       |            |
| 1995.  | 22. децембар 1994. | Алта Бадија, Италија         | Велеслалом |
| 1995.  | 6. јануар 1995.    | Крањска Гора, Словенија      | Велеслалом |
| 1995.  | 8. јануар 1995.    | Гармиш-Партенкирхен, Немачка | Слалом     |
| 1995.  | 15. јануар 1995.   | Кицбил, Аустрија             | Слалом     |
| 1995.  | 22. јануар 1995.   | Венген, Швајцарска           | Слалом     |
| 1995.  | 4. фебруар 1995.   | Аделбоден, Швајцарска        | Велеслалом |
| 1995.  | 18. март 1995.     | Бормио, Италија              | Велеслалом |
| 1996.  | 19. децембар 1995. | Мадона ди Кампиљо, Италија   | Слалом     |
| 1996.  | 22. децембар 1995. | Крањска Гора, Словенија      | Слалом     |
| 1996.  | 7. јануар 1996.    | Флахау, Аустрија             | Слалом     |
| 1997.  | 30. јануар 1997.   | Шладминг, Аустрија           | Слалом     |
| 1998.  | 8. јануар 1998.    | Шладминг, Аустрија           | Слалом     |
| 1998.  | 15. март 1998.     | Кран Монтана, Швајцарска     | Слалом     |